# Gregory Hines
Gregory Hines (n. 14 februarie 1946 - d. 9 august 2003) a fost un actor american, dansator și cântăreț.

## Biografie
Richard Pryor trebuia să joace rolul lui Josephus în Istoria lumii: partea I, dar cu două zile înainte de filmarea scenelor în care apărea, a fost spitalizat cu arsuri grave într-un incident foarte mediatizat. Mel Brooks, regizorul filmului, era pe punctul de a șterge aceste scene când  Madeline Kahn i-a sugerat pe Gregory Hines pentru acest rol.

## Filmografie
- History of the World, Part I (1981)
- Wolfen (1981)
- Deal of the Century (1983)
- The Muppets Take Manhattan (1984)
- The Cotton Club (1984)
- White Nights (1985)
- Faerie Tale Theatre: "Puss in Boots" (1985)
- Amazing Stories: (TV) "The Amazing Falsworth"[11] (1985)
- Running Scared (1986)
- Off Limits (1988)
- Tap (1989)
- Gregory Hines' Tap Dance in America (1989)
- Eve of Destruction (1991)
- White Lie (1991)
- A Rage in Harlem (1991)
- T Bone n Weasel (1992)
- Kangaroo Court (1994)
- Renaissance Man (1994)
- Dead Air (1994)
- A Stranger In Town (1995)
- Waiting to Exhale (1995)
- Happily Ever After: Fairy Tales for Every Child  ( 1995 ) ( voice ) episode beauty and the beast
- The Cherokee Kid (1996)
- Good Luck (1996)
- Mad Dog Time (1996)
- The Preacher's Wife (1996)
- Subway Stories: Tales From the Underground (1997)
- The Tic Code (1999)
- Little Bill (TV) (1999–2003, until his death)
- Things You Can Tell Just by Looking at Her (2000)
- Once in the Life (2000)
- Will & Grace (TV) (2000)
- Who Killed Atlanta's Children? (TV) (2000)
- Bojangles (2001)
- Venice: Lost and Found (2002)
- The Red Sneakers (TV) (2002)
- The Root  (2003)
- Law & Order: (TV) "Suicide Box" (2003)
- Lost at Home: (TV) (2003)
- Keeping Time: The Life, Music & Photography of Milt Hinton (2004)